# Luigi Menti
Luigi Menti (Vicenza, 1 de octubre de 1934 - ibídem, 11 de diciembre de 2013) fue un entrenador y jugador de fútbol profesional italiano que jugaba en la demarcación de extremo.

## Biografía
Luigi Menti debutó como futbolista profesional en 1952 con el Vicenza Calcio a los 18 años de edad. Jugó un total de 23 partidos en los que marcó dos goles. Además ganó la Serie B en 1955. Tras un año cedido en el Calcio Padova, con el que llegó a quedar tercero en la Serie A, volvió al Vicenza Calcio, donde marcó 18 goles en 291 partidos jugados. Finalmente en 1969 se retiró como futbolista profesional. Tres años después de su retiro, Menti fichó como entrenador por el FC Legnago Salus SSD. Además entrenó al AC Thiene y al SS Monospolis, último club al que entrenó, dejando los terrenos de juego en 1979.
Luigi Menti falleció el 11 de diciembre de 2013 en Vicenza a los 79 años de edad.

## Clubes

### Como futbolista
| Club                   | País   | Año         | Partidos | Goles |
| ---------------------- | ------ | ----------- | -------- | ----- |
| Vicenza Calcio         | Italia | 1952 - 1957 | 23       | 2     |
| Calcio Padova (cedido) | Italia | 1957 - 1958 | 1        | 0     |
| Vicenza Calcio         | Italia | 1958 - 1969 | 291      | 18    |

### Como entrenador
| Club                 | País   | Año         |
| -------------------- | ------ | ----------- |
| FC Legnago Salus SSD | Italia | 1972 - 1973 |
| AC Thiene            | Italia | 1974 - 1975 |
| SS Monospolis        | Italia | 1978 - 1979 |

## Palmarés
Vicenza Calcio
- Serie B: 1955